# En daarmee basta! (televisieserie)
En daarmee basta! was een Vlaamse sitcom, te zien op Ketnet van 2005 tot 2008, die qua concept gedeeltelijk That 70's Show volgde: een kelder, een vriendengroep tieners en het dysfunctionele gezin van een van hen.
De titelrollen worden vertolkt door Sus Slaets, Frans Van der Aa, Steve Geerts, Maaike Cafmeyer en Grietje Vanderheijden. Het nieuw samengestelde, disfunctionele gezin van leraar Bert Vandenbroeck (Van der Aa) staat centraal in de serie. De comedy-/jeugdserie gaat over een jongen, Joost (Slaets), die samen met zijn vader Bert en broer Ruben (Geerts) in een vrijstaand huis woont. Elk vrij moment brengt hij door in de kelder samen met zijn vrienden Stijn (Kevin Bellemans) en Kathy (Cathy Vanderstappen). Kathy wordt in het vierde seizoen vervangen door Laura (Marianne Devriese, de levenspartner van Steve Geerts). Laura was ook in seizoen 3 te zien als gastpersonage.
Hun leventje lijkt perfect, totdat Bert op een dag voor de deur staat met zijn nieuwe vriendin, Patsy (Cafmeyer). En ze is niet alleen, ook haar dochter Isa (Vanderheijden) komt bij hen intrekken. Op dat moment start het verhaal. En daarmee basta! was de opvolger van W817, een populaire sitcom op Ketnet die in 2003 werd stopgezet. Ook En daarmee basta! werd gesmaakt en er werd op een korte termijn een stripreeks over de sitcom uitgebracht die 12 albums omvat, maar die wegens terugvallende verkoopcijfers voorjaar 2009 werd stopgezet. Praga Khan, de Belgische danceact van dj Maurice Engelen, nam de titelmuziek voor haar rekening. Praga Khan tussen scènes door moest de sitcom een 'hippe look' geven.

## Personages
- Joost Vandenbroeck (16), Sus Slaets, die elke aflevering begint met een monoloog
Joost is de jongere zoon van Bert (na Ruben) en is zowat de rustigste van de bende. Het is door zijn ogen dat we naar de serie kijken. Hij is verliefd op zijn stiefzus Isa. Waar Isa in het begin van de serie veel invloed op Joost, wordt hij naar het einde steeds onafhankelijker van haar op emotioneel gebied. Verder heeft Joost een haat-liefdeverhouding met zijn broer Ruben. Hoewel ze steeds in conflict leven kunnen ze elkaar toch niet missen.
- Ruben Vandenbroeck (21), Steve Geerts
Ruben is de oudere broer van Joost en is al enkele keren op school blijven zitten. Hij is lui, vaak brutaal en laat dan ook geen enkele kans voorbijgaan om zijn broer, die hij vaak larve noemt, te slaan. Hij wordt door de bende vaak 'De Pinda' genoemd. Zijn voornaamste interesses zijn eten en vrouwen. Wat vrouwen betreft is hij echter niet zo succesvol. Uiteindelijk valt Macho Ruben voor de beste vriendin van de bende Laura.
- Bert Vandenbroeck (42), Frans Van der Aa
Bert is leraar en de vader van Joost en Ruben. Hij is jong getrouwd en jong gescheiden, maar lijkt nu toch met Patsy de vrouw van zijn leven te hebben gevonden. Bert is vaak een betweter, maar zijn onhandigheid ondermijnt vaak zijn gezag. Vooral Ruben lijkt hem daarmee te plagen.
- Stijn Schellekens (16), Kevin Bellemans
Stijn is de buurjongen en vriend van Joost. Hij is een beetje de nerd van de bende. Hij is dus helemaal niet hip, cool of groovy en dat beseft hij zelf ook. Hij is verliefd op Kathy. Vooral zijn band met Joost blijkt ijzersterk. Hoewel de twee soms jaloers op elkaar zijn blijven ze vrienden door dik en dun. Hoewel Stijn de nerd van de bende is, kan hij ook verrassen. Zo blijkt hij goed tango te kunnen dansen en komt hij naar het einde van de serie toe ook met Ruben overeen te komen.
- Isa De Riemaecker (16), Grietje Vanderheijden
Isa is de dochter van Patsy en is helemaal tegengesteld aan Joost. Ze is nog altijd een echte stadsmus en in een boerendorpje wonen zal haar er niet van weerhouden regelmatig uit te gaan. Isa is verbaal zeer sterk, maar ook zeer egoïstisch.
- Kathy (16), Cathy Vanderstappen (2005-2007)
Kathy is het buurmeisje van Joost en is biseksueel. Kathy is diegene die vaak met oplossingen komt en die op gepaste en ongepaste momenten stoer en brutaal uit de hoek kan komen. Later vertrekt ze op ijshockeystage naar Canada.
- Laura Meyvis (16), Marianne Devriese (2007-2008)
Laura is de nieuwe vriendin van de bende, eens Kathy weg is. Net als Kathy is ze een stoere vrouw die handiger is dan Joost en Stijn samen. Hoewel ze een relatie had met Kathy valt ze uiteindelijk voor de charmes van Ruben.
- Patsy Carlisse (39), Maaike Cafmeyer
Patsy is de stiefmoeder van Joost en Ruben en moeder van Isa. Ze werkt als presentatrice voor de regionale televisiezender LTV, maar wil hogerop geraken. Patsy heeft door haar stress al vaak op de rand van instorting gestaan.

## Reeks 1 (aflevering 1 - 25)
Eerste uitzending
- 13 februari 2005, op Ketnet

Gastacteurs
- Sofie Mora als Francesca
- Anneke De Keersmaeker als Kate
- Bart Verbeeck (Showbizz Bart) als Stijn-O
- Jenny Tanghe als oude dame
- Luk Alloo als zichzelf

Verhaallijnen
- Vader Bert is op skivakantie. De vrienden hebben dus het rijk voor hun alleen. Hopelijk steekt Ruben daar geen stokje voor...
- Bert keert vroeger dan verwacht terug uit vakantie. En hij is niet alleen, hij heeft tv-presentatrice Patsy en haar dochter Isa meegebracht.
- Nu Patsy en Isa bij de familie Vandenbroeck intrekken, wordt het huis te klein. Joost moet zijn kamer afstaan aan Isa en bij Ruben op de kamer gaan slapen.
- Bert gaat volgens de 'familietraditie' met zijn zonen Joost en Ruben kamperen. Intussen proberen ook Patsy, Isa, Kathy en Stijn er samen een leuke tijd van te maken. Uiteindelijk draaide het bij de twee groepjes uit tot een fiasco.
- Joost en Isa worden een koppel.
- Patsy krijgt een fantastische aanbieding in Nederland.
- Patsy besluit de job aan te nemen en samen met Isa naar Nederland te verhuizen.

## Reeks 2 (aflevering 26 - 50)
Eerste uitzending
- 4 april 2006, op NT van Ketnet

Gastacteurs
- Door Van Boeckel als leraar kunstonderwijs
- Eddy Vereycken als pedicure
- Anton Cogen als leraar wiskunde 'Van Geystelen'
- Nicoline Dossche als directrice productiehuis
- Liesa Van der Aa als Lies
- Eddy Vereycken als beul
- Mieke Dobbels als Jits
- Cathérine Kools als Saartje
- Rob Vanoudenhoven als zichzelf
- Hans Ligtvoet als televisieproducer
- Stefan Lernous als Freddy
- Ophelia Van Keer als Fiona
- Joep Van Der Geest als Bas
- Luk Moens als aerobicsinstructeur
- Juup Coenen als Joop
- Luc Springuel als producent Vitalixir
- Marc Willems als tatoeëerder
- Philippe Nys als man in tatoeageshop
- Jan Van den Bosch als Thomas
- Broos De Brabander als Michaël
- Nicole Dossche als producer

Verhaallijnen
- Patsy en Isa zijn naar Amsterdam vertrokken.
- Joost en Bert zijn depressief, want hun geliefden zijn weg.
- Kathy maakt misbruik van Joost zijn verdriet en verleidt hem.
- In Nederland heeft Isa een nieuw vriendje.
- Patsy's baas blijkt een seksmaniak te zijn.
- Patsy en Isa keren terug naar België.
- Joost en Isa verbreken hun relatie.
- Stijn wordt op school verkozen tot vertegenwoordiger van de leerlingenraad.
- Paniek bij Patsy, ze heeft een rimpel!
- Kathy begint een relatie met Lies, een meisje uit haar ijshockeyclub.
- Stijn komt een tijdje logeren bij de familie Vandenbroeck.
- Bert blijkt vroeger een dj te zijn geweest.
- Ruben heeft een vriendin, Jits.
- Kathy kiest voor haar vrienden en dumpt Lies.
- Ruben neemt zijn intrek in het tuinhuis.
- Nu Ruben uit huis is, ontsmet Joost de kamer.
- Ruben dumpt Jits en keert terug naar huis.
- Joost heeft een nieuw lief, Saartje.
- Patsy is verliefd op Rob Van Oudenhoven.
- Isa voelt nog altijd iets voor Joost. Joost kiest voor Isa en dumpt Saartje.
- Patsy kiest voor Bert, maar hij weet niet of hij haar nog wel terug wil.

## Reeks 3 (aflevering 51 - 80)
Eerste uitzending
- 19 februari 2007, op NT van Ketnet

Gastacteurs
- Marianne Devriese als Laura
- Jan Van den Bosch als Maarten
- Koen Monserez als Relatietherapeut
- Camilia Blereau als Tante Zulma
- Marc Bober als Notaris
- Kadèr Gürbüz als Heidi
- Peter Pype als Kevin
- Anneke Van Hooff als Anneke
- Erika Van Tielen als Lila
- Guy Van Sande als dansleraar
- Britt Van der Borght als Carla
- Stijn Cole als Freddy
- Warre Borgmans als Ronny

Verhaallijnen
- Kathy vertrekt op hockeystage naar Canada en verlaat de bende. Haar lief Laura komt bij de bende.
- Ruben en Freddy kopiëren cd's en verkopen die illegaal. Ruben moet voor de rechtbank verschijnen en wordt veroordeeld 2 jaar werkstraf.
- Isa bedriegt Joost met Maarten. Zowel Maarten als Joost dumpen Isa.
- Tante Zulma, de tante van Bert, komt op bezoek en overlijdt in de kamer van Ruben. Bij de begrafenis komt 'nonkel Dirk', de broer van Bert. Iedereen vindt hem cool, maar Bert kan hem niet uitstaan. De erfenis gaat uiteindelijk naar nonkel Fons.
- Patsy mag voor een reclamespot een paar weken naar Japan. Omdat het in huis weer een rommel wordt gaat Ruben op zoek naar een kuisvrouw.
- Bert en Ruben ontdekken dat er een skelet in de tuin ligt. Ze denken aan een onbekend dier. Uiteindelijk was het een kalkoen en een kat.
- Bert doet mee met een belspelletje en de eerste keer is hij al tiende beller. Helaas verbrak Ruben de lijn. Uiteindelijk lukt het Bert weer tiende beller te worden en wint hij duizend euro.
- Stijn gaat met Freddy (een vriend van Ruben) naar de cinema. Daar merkt hij dat Freddy hem probeert te versieren.
- Als Patsy thuiskomt en de kuisvrouw tegenkomt ontslaat ze haar direct. Patsy neemt ook cadeautjes mee uit Japan: origami voor Joost, een samoerai-zwaard voor Ruben en een kimono voor Isa.
- Ruben sluit zich aan bij een bowlingclub samen met Freddy, de 'High Rollers'.
- Stijn koopt de nieuwe spelconsole, de Phoenix, maar wanneer er ruzie ontstaat door welk spelletje ze zouden spelen, verkoopt hij ze in de tweedehandswinkel.
- Ruben vindt de Phoenix in de tweedehandswinkel, waar Stijn het verkocht heeft.
- Bert laat een snor groeien en heeft succes bij iedereen, behalve bij Patsy. Net wanneer hij denkt promotie te maken tot adjunct-directeur, scheert Patsy stiekem zijn snor.
- Nu "de Ronny" adjunct-directeur is ziet Bert het niet meer zitten. Hij wil ontslag nemen. Tenminste... Totdat hij hoort wie zijn opvolger wordt.
- Joost, Ruben, Isa, Stijn en Laura winnen twee tickets om naar Rock Affligem te gaan. Gelukkig heeft Patsy ook nog tickets.
- Bert heeft een nieuw idee om gras te maaien: een geit. Daar is Patsy alleen niet zo blij mee.
- Omdat Bert nu die geit gebruikt om het gras te maaien maakt Laura van de grasmaaier een racekar.
- Patsy wint een kristal bij de tv. Het kost haar veel moeite om een geschikte plek voor het kristal te vinden

## Reeks 4 (aflevering 81 - 105)
Eerste uitzending
- 21 januari 2008, op Ketnet

Gastacteurs
- Lut Hannes als Angelique
- Marc Peeters als Roger
- Koen De Graeve als Dirk
- Ron Cornet als buurman De Kerpel
- Karolien De Beck als Cinderella
- David Crocaerts als bowler
- Chris Cauwenberghs als jeugdvriend van Bert
- Katrien De Ruysscher als Veronica
- Mathias Sercu als Bob
- Rudi Van Dorsselaere als Pastoor

Verhaallijnen
- In de laatste 105ste en laatste aflevering trouwen Bert en Patsy en onthult Joost de camera voor de rest van de bende.

## Praga Khan
De Vlaamse groep Praga Khan zorgde voor de muzikale ondersteuning van de serie. De generiek-muziek, alle bumpers en undercores zijn door hen gecomponeerd en uitgevoerd. Voor de tweede reeks heeft Praga Khan zelfs een echte Basta-song gemaakt met bijhorende videoclip.

## Stripreeks
Inmiddels bestaat er naast de televisieserie ook een stripreeks over En daarmee Basta!

## Trivia
- In de vierde reeks, die in januari 2008 gelanceerd werd, krijgt Stijn het idee om via internet een vriendin te zoeken. Hij gebruikt hierbij de gebruikersnaam Hansolo. Dit is de op Harrison Fords Star Wars-personage Han Solo alluderende naam van de onemanshow van Vlaams acteur Han Coucke, tevens de helft van het cabaretduo Gino Sancti.
- Steve Geerts en Marianne Devriese zijn in het echte leven een koppel. Ze hebben elkaar leren kennen op de set.

## Dvd
Er is een dvd van de eerste reeks verschenen. Op deze dvd zijn alle 25 afleveringen te vinden, maar ook heel wat extra's waaronder bloopers en reportages van achter de schermen. Wegens de niet zo denderende verkoop kwam er van de daaropvolgende reeksen geen dvd uit.